# Viktor Afanassiev
Pour les articles homonymes, voir Afanassiev.
 (avril 2024).
Si vous disposez d'ouvrages ou d'articles de référence ou si vous connaissez des sites web de qualité traitant du thème abordé ici, merci de compléter l'article en donnant les références utiles à sa vérifiabilité et en les liant à la section « Notes et références ».
Viktor Mikhaïlovitch Afanassiev (en russe : Виктор Михайлович Афанасьев) est un colonel de l'armée de l'air russe et un cosmonaute d'essai du Centre d'entraînement des cosmonautes Youri-Gagarine. Il est né le 31 décembre 1948 à Briansk, en république socialiste fédérative soviétique de Russie.

## Enfance et formation
Viktor Mikhaïlovitch Afanassiev nait le 31 décembre 1948 à Briansk, dans le Sud-Ouest de la Russie. Issu d'une famille de classe ouvrière, il rejoint l'Armée soviétique en 1966, peu de temps après avoir terminé sa scolarité.
En 1970, Viktor Afanassiev ressort diplômé de l'école militaire de pilotes de Kachynskoye et obtient peu après le grade de lieutenant. En 1980, il obtient un diplôme de l'Institut d'aviation Ordzhonikidze, à Moscou.

## Expérience
De 1970 à 1976, Viktor Afanassiev sert dans l'Armée de l'Air comme pilote, pilote sénior puis comme commandant de bord. De 1976 à 1977, il suit le Test Pilot Training Center. De 1977 à 1988, Viktor Afanassiev exerce en tant que pilote d'essai et pilote d'essai sénior au sein du State Research / Test Institute. Il détient une certification de pilote d'essai militaire de classe 1 avec plus de 2000 heures de vol sur plus de 40 appareils différents. 

### Activités de cosmonaute
De 1985 à 1987, Viktor Afanassiev suit la formation de cosmonaute au centre d'entraînement des cosmonautes Youri-Gagarine. À partir de février 1989, Afanassiev s'entraîne pour un vol spatial à bord de la station spatiale Mir en tant que doublure du commandant de l'équipage de Mir-7 (en).
Lors de son premier vol spatial, d'une durée de 175 jours, du 2 décembre 1990 au 26 mai 1991, il rejoint la station spatiale Mir avec Soyouz TM-11 en tant que commandant de l'équipage de la mission Mir-8 (en). Le programme de la mission comprend un membre d'équipage japonais, Toyohiro Akiyama. Il réalise quatre sorties extravéhiculaires, totalisant 20 heures et 55 minutes dans l'espace.
Du 8 janvier au 9 juillet 1994, Afanassiev participe à un vol spatial à bord du vaisseau de transport Soyouz TM-18 et de la station spatiale Mir en tant que commandant de l'équipage de la mission Mir-15.
D'octobre 1996 à janvier 1998, Afanassiev s'entraîne comme doublure du commandant de l'équipage de la mission Mir-25. Cette mission était supposée inclure les programmes NASA-7 et Pegasus (CNES).
En mars 1998, il s'entraîne comme commandant de l'équipage de la mission Mir-27. Du 20 février au 28 août 1999, il participe à un vol de 189 jours à bord du vaisseau de transport Soyouz TM-29 et de la station spatiale Mir. Il réalise trois sorties extravéhiculaires.
En 2001, Viktor Afanassiev est désigné comme doublure à l'équipage de la mission Taxi-1 de la Station spatiale internationale (ISS).
Le 21 octobre 2001, Viktor Afanassiev rejoint la Station spatiale internationale à bord du vaisseau Soyouz TM-33 pour une mission de 9 jours. Il revient sur Terre à bord du Soyouz TM-32 le 31 octobre 2001.
Le colonel Afanassiev est un vétéran de trois missions de longue durée dans l'espace, il y séjourne 545 jours et accomplit sept sorties extravéhiculaires, totalisant 38,55 heures. Il détient la certification de cosmonaute de 1re classe.

## Décorations
- Héros de l'Union soviétique le 26 mai 1991 (médaille no 11653)
- Ordre du Mérite pour la Patrie, 3e classe (1985) et 2e classe (2001)
- Ordre de Lénine en 1991
- Ordre du Service pour la Patrie dans les Forces armées, 3e classe
- Ordre du Courage personnel en 1994
- Médaille du « Mérite dans l'Exploration de l'espace »
- Ordre national de la Légion d'honneur[Quand ?]
- Pilote cosmonaute de l'URSS